# Kipferl

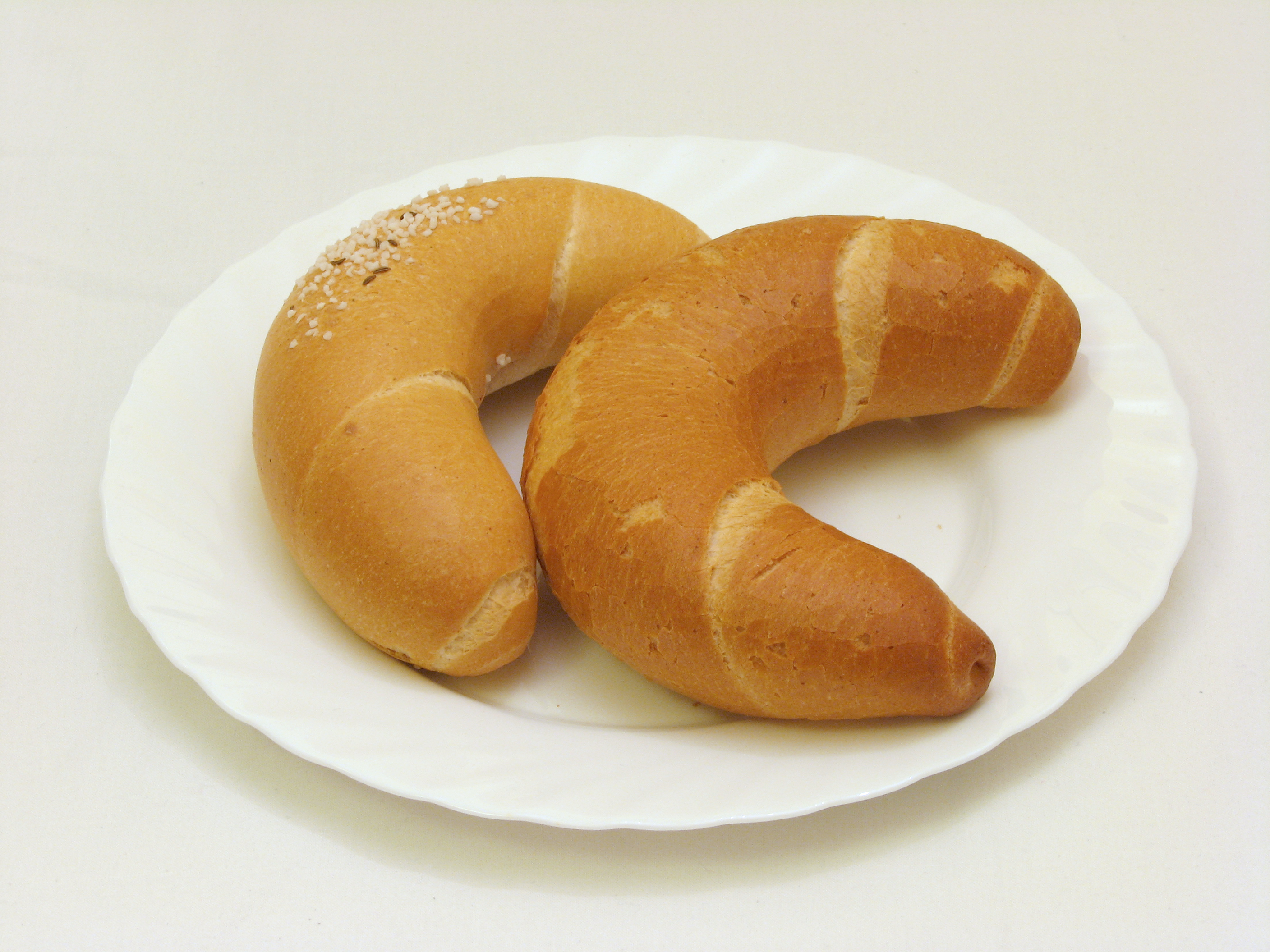
Kifli of Kipferl

Kipferl (Hongaars: kifli) is een broodje van opgerold brooddeeg, waar een croissant met dezelfde vorm van bladerdeeg is gemaakt. Het broodje wordt gemaakt van een driehoekige plak brooddeeg dat opgerold wordt. 